# Orrin (Dakota del Norte)
Orrin es un lugar designado por el censo ubicado en el condado de Pierce en el estado estadounidense de Dakota del Norte. En el censo de 2010 tenía una población de 22 habitantes y una densidad poblacional de 36,93 personas por km².

## Geografía
Orrin se encuentra ubicado en las coordenadas 48°5′27″N 100°10′2″O / 48.09083, -100.16722. Según la Oficina del Censo de los Estados Unidos, Orrin tiene una superficie total de 0.6 km², de la cual 0.6 km² corresponden a tierra firme y (0%) 0 km² es agua.

## Demografía
Según el censo de 2010, había 22 personas residiendo en Orrin. La densidad de población era de 36,93 hab./km². De los 22 habitantes, Orrin estaba compuesto por el 77.27% blancos, el 22.73% eran afroamericanos, el 0% eran amerindios, el 0% eran asiáticos, el 0% eran isleños del Pacífico, el 0% eran de otras razas y el 0% pertenecían a dos o más razas. Del total de la población el 0% eran hispanos o latinos de cualquier raza.